# Jan Stussy
Jan Stussy (geb. Fredric Benjamin Stussy, Jr.; * 13. August 1921 in Benton County, Missouri; † 31. Juli 1990 in Brentwood, Los Angeles) war ein US-amerikanischer Maler und Grafiker, der als Professor an der University of California, Los Angeles lehrte. Für den von ihm zusammen mit John C. Joseph produzierten Dokumentarfilm Gravity Is My Enemy wurde er mit einem Oscar ausgezeichnet.

## Leben
Seine Eltern waren Fred und Jessie Stussy. Sie heirateten in Kansas, bekamen zwei Söhne und zogen in die kalifornische Stadt Bellflower. Jan Stussy wuchs in Kalifornien auf, wo er bis 1939 die Excelsior High School, danach das Long Beach City College und die Art Center School in Pasadena besuchte. Seinen Bachelor-Abschluss erlangte er 1943 an der University of California, Los Angeles (UCLA), wo er unter anderem von dem Bildhauer und Keramiker George J. Cox (1884–1946) in Anatomie unterrichtet wurde. Während des Zweiten Weltkriegs arbeitete er drei Jahre für den Militärnachrichtendienst der Navy. Danach kehrte er als Student und Lehrassistent an die UCLA zurück. Außerdem setzte er seine Studien an der University of Southern California als Schüler des Malers und Zeichners Francis de Erdely (1904–1959) fort. 1953 schloss Stussy dort sein Studium erfolgreich mit dem Master of Fine Arts (M.F.A.) ab.
Stussy lehrte von 1947 bis 1989 an der UCLA. Dort hatte er ab 1963 als erster Künstler eine ordentliche Professur inne. Er lehrte verschiedene Aspekte der bildenden Kunst, mit einer besonderen Vorliebe für Anatomie und Zeichnen. Von 1957 bis 1980 unterrichtete er auch in Erwachsenenkursen der Universität und wurde dafür 1979 mit dem Outstanding Teacher Award in the Visual Arts, UCLA Extension ausgezeichnet. Stussy lehrte außerdem an der University of California, Santa Barbara.
Er unternahm Studienreisen durch Europa, Südamerika, Mexiko und Japan. In seiner Heimat engagierte er sich unter anderem in der California Water Color Society, zu deren Vizepräsidenten er 1950 gewählt wurde.
Stussy war mit dem Künstler Stanton Macdonald-Wright (1890–1973) befreundet, der ihm auch Privatunterricht gab. 1949 heiratete er die Bildhauerin Maxine Kim Stussy (* 1923; später Maxine Frankel), welche er im Vorjahr als Lehrassistentin an der UCLA kennengelernt hatte. Aus der Ehe ging ein Sohn hervor. 1982 ließ sich das Paar, das auch künstlerisch eng zusammengearbeitet hatte, wieder scheiden. Jan Stussy war ein Onkel von Shawn Stussy, der Anfang der 1980er die Bekleidungsmarke Stüssy begründete. Das Logo der Marke basiert auf Jan Stussys Signatur.
Jan Stussy starb 1990 mit 68 Jahren an einem Gehirntumor in seiner Wohnung in Brentwood. Im gleichen Jahr wurde die Jan Stussy Foundation gegründet, welche seinen künstlerischen Nachlass inkl. über 1000 Werken verwaltete. 2007 spendete Maxine Frankel die Sammlung der Woodbury School of Architecture (Woodbury University). Ein Teil von Stussys Nachlass (Korrespondenz, Fotos, Tonbandaufnahmen, Kataloge) befindet sich in den Archives of American Art.
Der Kunsthistoriker Albert Boime (1933–2008), Professor an der UCLA, verfasste eine biografische Schrift über Jan Stussy (The Odyssey of Jan Stussy in Black and White, 1995).

## Werk
Stussy schuf über 5.000 Gemälde, 12.000 Zeichnungen sowie Siebdrucke, Lithografien, Radierungen und Skulpturen. Häufig stellt er in seinen Werken deformierte Figuren (nackte Menschen, Tiere, Blumen) dar, die sich in geometrischen Gebilden wie Würfeln oder Kreisen befinden. Neben Aquarell- und Ölmalerei experimentierte er auch mit anderen Maltechniken. Statt Leinwand verwendete er oft Baumaterialien als Untergrund. Zu seinen bekanntesten Werken gehörte die 1963 begonnene Bildserie Man in a Box.
1970 nahm Stussy mit Hilfe eines Stipendiums an dem von June Wayne begründeten Tamarind Lithography Workshop teil. Seine dabei entstandenen Lithografie-Serien befinden sich unter anderem in den Sammlungen der National Gallery of Art und des Los Angeles County Museum of Art.
Einzelausstellungen seiner Werke (bzw. häufig auch als Doppelausstellungen mit seiner Frau) fanden vor allem in Südkalifornien und im Südwesten der USA statt, zuletzt unter anderem in der Frederick S. Wight Art Gallery (1984/1985), dem Mendocino Art Center (2012, Significant Content, Retrospektive) und der WUHO Gallery (2016/2017, The Human Beast: Art of Maxine Kim Stussy & Jan Stussy, Retrospektive). Er nahm auch an Gruppenausstellungen teil, beispielsweise im Museum of Modern Art (1962/1963, Recent Painting U.S.A.: The Figure, Wanderausstellung) und Pasadena Museum of California Art (2012, L.A. RAW: Abject Expressionism in Los Angeles 1945–1980, From Rico Lebrun to Paul McCarthy).
1977 produzierte Stussy zusammen mit John C. Joseph den Dokumentarfilm Gravity Is My Enemy. Der Film porträtiert einen von Stussys Kunststudenten, Mark Hicks, der seit einem Kindheitsunfall gelähmt ist und malt und zeichnet, indem er die Werkzeuge zwischen seinen Zähnen hält. Beide Produzenten wurden 1978 mit einem Oscar in der Kategorie Bester Dokumentar-Kurzfilm ausgezeichnet.
Werke (Auswahl)
- Hurt Bird, 1947, Zeichnung, Wasserfarben, Tempera und Tinte, 45,72 × 60,33 cm, Teil von Stussys Projekt zur Erlangung des Master-Abschlusses, Los Angeles County Museum of Art[3]
- Black Figure, 1960, Kasein auf Brett, ausgestellt 1962 im Museum of Modern Art und weiteren Museen
- Acrobat Family Variations, 1964, Lithografie, 56,9 × 40,3 cm, Fine Arts Museums of San Francisco[11]
- „A free man is he that in those things which by his strength and wit he is able to do, is not hindered to do what he has a will to.“ Thomas Hobbes, Leviathan, 1651. Aus der Serie Great Ideas of Western Man. Öl auf Leinwand, 1965, 122 × 122 cm, Smithsonian American Art Museum[12]
- Self-Portrait in Anatomical Sweatshirt, 1965.  Acryl, Kohle und Fotocollage auf Masonit
- Family of Acrobatic Jugglers (18 Tamarind-Lithografien), mit Hitoshi Takatsuki (* 1937), 1970, Los Angeles County Museum of Art[3], National Gallery of Art[13]
- 9 of the 8 Views of Omi Suite (9 Tamarind-Lithografien), mit David Trowbridge (* 1945), 1970, Los Angeles County Museum of Art, National Gallery of Art
- Boxed Man in a Box, 1970, Lithografie, 56,2 × 73 cm, Los Angeles County Museum of Art, National Gallery of Art